# Aspnäs gård

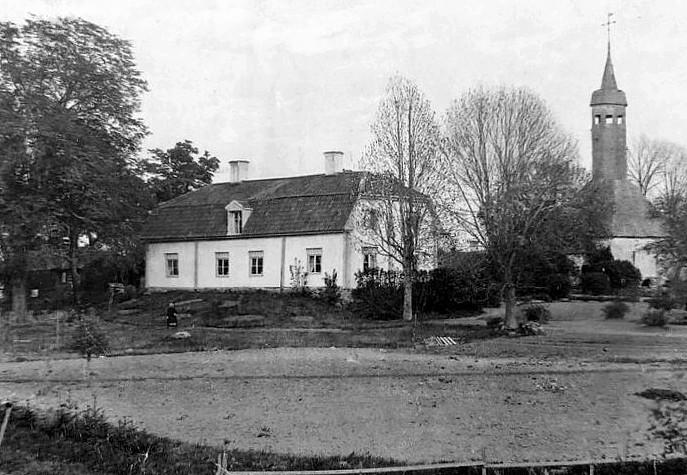
Aspnäs herrgård med gårdskyrkan kring sekelskiftet 1900.

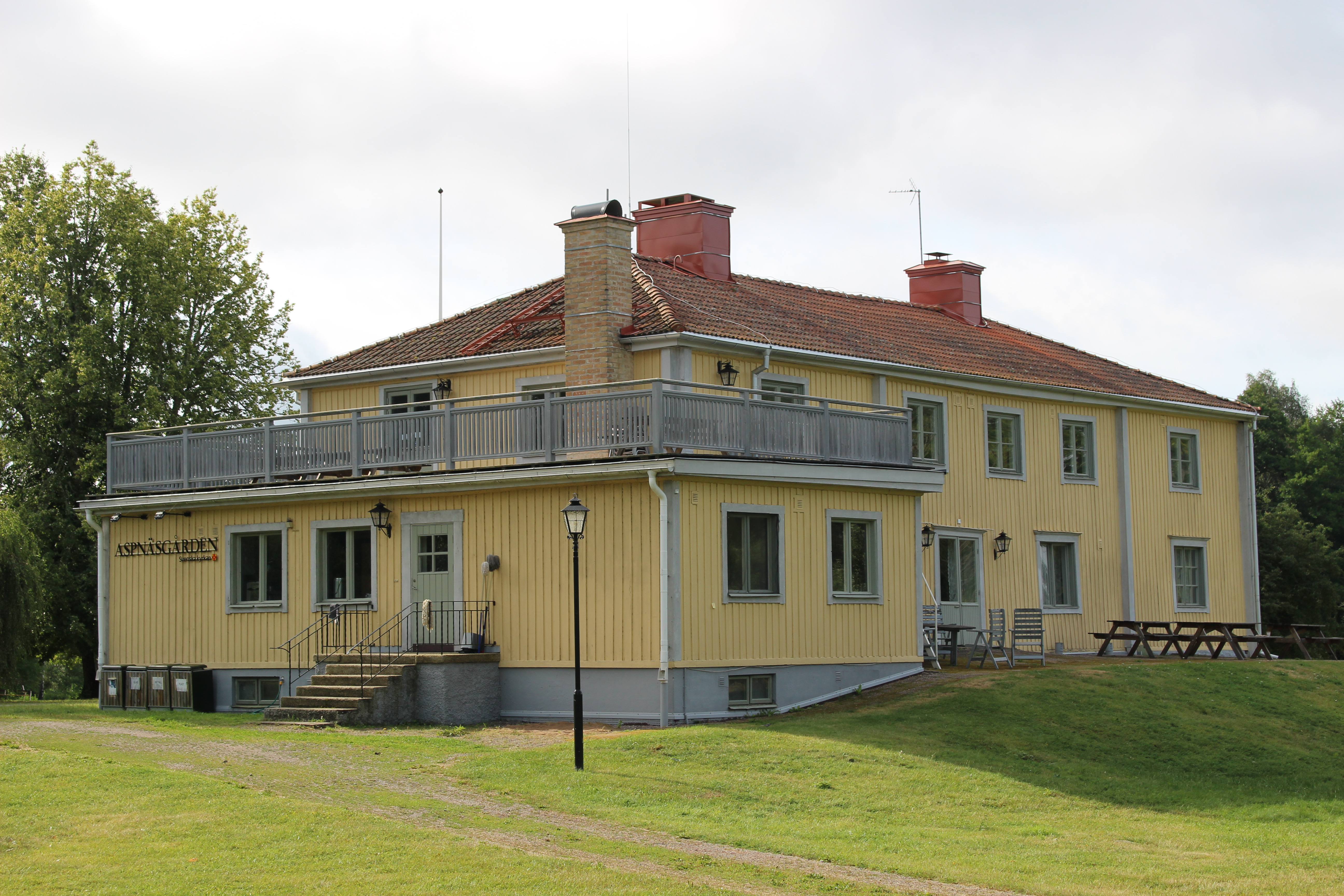
Aspnäs herrgård år 2021.

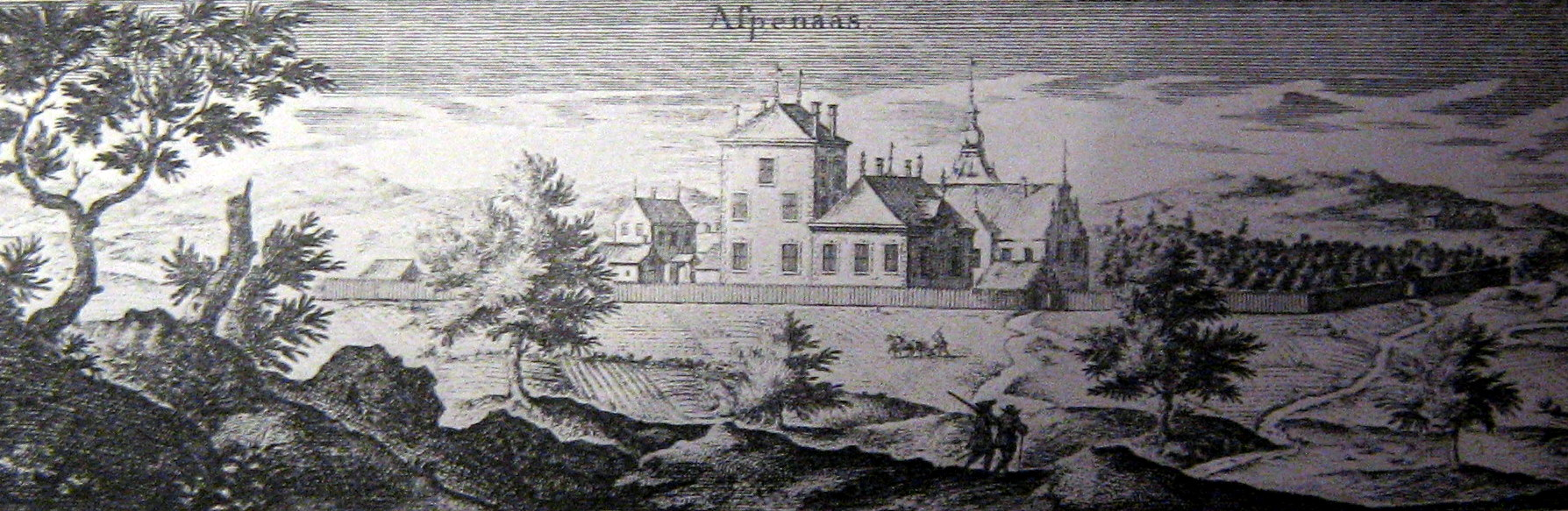
Aspnäs herrgård avbildad i Suecia.

Aspnäs är en herrgård i Östervåla socken, Heby kommun, Uppsala län. Gården ligger vid sjön Tämnaren.

## Historik
Aspnäs omtalas första gången 1326 ('Aspanes') i Mats Kettilmundssons testamente, och var troligen hans sätesgård, vilket den också blev för den medeltida frälseätt, som fått sitt namn efter gården, Sparre av Aspnäs. Åtminstone 1345 var den sätesgård för Gisle Elinesson (Sparre av Aspnäs) och därefter för Magnus Gislesson (Sparre av Aspnäs) 1357-70. Gotskalk Bengtsson (Ulv), dotterson till Magnus Gislesson, daterar brev i Aspnäs 1404, 1411 och 1453. Anna Olofsdotter (Lindöätten) erhöll Aspnäs i morgongåva av sin förste man Sten Bengtsson (Ulv), sonson till Gotskalk Bengtsson (Ulv). Hennes halvsysterdotter Hillevi (Brahe, danska ätten), som erhöll Aspnäs i gåva 1482, bodde på Aspnäs 1500 och 1501. Hillevis man Bengt Fadersson (Sparre av Hjulsta och Ängsö) omnämns 1491 och 1492 som innehavare av Aspnäskomplexet. Deras dotter Anna Bengtsdotter bodde på Aspnäs 1526-1560.
Under 1500- och 1600-talen innehades Aspnäs av släkterna Trolle, Posse och Sparre.
Dagens byggnad på Aspnäs är byggd på 1700-talet under Anders Schönbergs tid som ägare. Den gamla byggnaden finns avbildad i Erik Dahlberghs Suecia antiqua et hodierna. Under byggnaden finns dock rester av medeltida källare kvar. Aspnäs gårdskyrka, första gången omtalat 1357 finns fortfarande kvar. I gräsmattan kan skönjas rester av den vall som omgett Aspnäs.